# Cale Nuske
Cale Nuske, avstralski poklicni rolkar, * 5. oktober 1984, Adelaide, Avstralija.
Nuske si je nekaj mesecev po snemanju filma Bon appetit hudo poškodoval koleno in je okreval eno leto, ko bi moral snemati za Freedom fries, zato si v tem filmu deli svoj del s J.J. Rousseauem, ki je bil prav tako poškodovan.
| - Cliché (??? - ) - éS (2004 - ) - Royal (??? - ) - Ricta (??? - ) - Modus (??? - ) | - éSpecial (éS, 2007) - Freedom fries (Cliché, ???) - Bon appetit (Cliché, 2004) - Europa (Cliché, ???) |